# Alfshögs socken
Alfshögs socken i Halland ingick i Faurås härad, ingår sedan 1971 i Falkenbergs kommun och motsvarar från 2016 Alfshögs distrikt. Katrinebergs folkhögskola med Larsagården ligger i socknen. År 2000 fanns här 690 invånare. Den del av tätorten Vessigebro som ligger norr om Ätran samt sockenkyrkan Alfshögs kyrka ligger i socknen.  

## Administrativ historik
Alfshögs socken har medeltida ursprung. Vid kommunreformen 1862 övergick socknens ansvar för de kyrkliga frågorna till Alfshögs församling och för de borgerliga frågorna till Alfshögs landskommun. Landskommunen inkorporerades 1952 i Vessigebro landskommun som 1971 uppgick i Falkenbergs kommun. Församlingen uppgick 2006 i Vessige församling. 1 januari 2016 inrättades distriktet Alfshög, med samma omfattning som församlingen hade 1999/2000.  
Socknen har tillhört fögderier och domsagor enligt Faurås härad. De indelta båtsmännen tillhörde Södra Hallands första båtsmanskompani.

## Geografi och natur
Socknens areal är 15,00 kvadratkilometer, varav 14,65 land. Alfshögs socken ligger väster om Ätran nordost om Falkenberg. Socknen är en slättbygd. Påvadalens naturreservat är ett kommunalt naturreservat.

## Historia

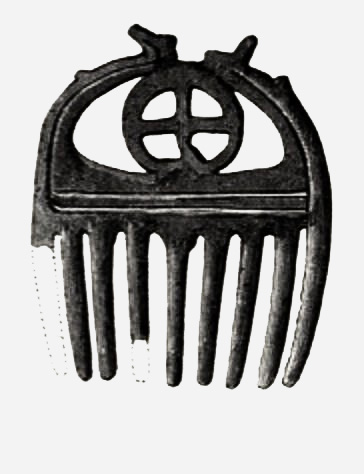
Bronskam funnen i en bronsåldersgrav i Flädje i norra delen av Alfshögs socken.

Namnet (1394 Aloks höwe) kommer från en nu försvunnen by. Förleden är troligen mansnamnet Alögh. Efterleden är hög, troligen syftande på en gravhög nära kyrkan. Före 1 november 1913 skrevs namnet även Alvshögs socken.
Sätesgårdar var Bols herrgård och Fors herrgård.

### Fornlämningar
Från stenåldern finns boplatser, från bronsåldern och äldre järnåldern finns gravar och domarringar.

### Befolkningsutveckling
Befolkningen ökade från 286 1810 till 762 1930 varefter den minskade till 650 1960 då den var som minst under 1900-talet. Därefter vände folkmängden uppåt igen till 750 invånare 1990.
| Befolkningsutvecklingen i Alfshögs socken 1750–1990                                                      | Befolkningsutvecklingen i Alfshögs socken 1750–1990 | Befolkningsutvecklingen i Alfshögs socken 1750–1990 | Befolkningsutvecklingen i Alfshögs socken 1750–1990 | Befolkningsutvecklingen i Alfshögs socken 1750–1990 |
| --- | --------------------------------------------------- | --------------------------------------------------- | --------------------------------------------------- | --------------------------------------------------- |
| |                                                     |                                                     |                                                     |                                                     |
| År |                                                     |                                                     | Folkmängd                                           |                                                     |
| 1750 | 1750                                                |                                                     | 269                                                 |                                                     |
| 1760 | 1760                                                |                                                     | 303                                                 |                                                     |
| 1769 | 1769                                                |                                                     | 341                                                 |                                                     |
| 1780 | 1780                                                |                                                     | 296                                                 |                                                     |
| 1800 | 1800                                                |                                                     | 324                                                 |                                                     |
| 1810 | 1810                                                |                                                     | 286                                                 |                                                     |
| 1820 | 1820                                                |                                                     | 311                                                 |                                                     |
| 1830 | 1830                                                |                                                     | 338                                                 |                                                     |
| 1840 | 1840                                                |                                                     | 336                                                 |                                                     |
| 1850 | 1850                                                |                                                     | 391                                                 |                                                     |
| 1860 | 1860                                                |                                                     | 516                                                 |                                                     |
| 1870 | 1870                                                |                                                     | 553                                                 |                                                     |
| 1880 | 1880                                                |                                                     | 557                                                 |                                                     |
| 1890 | 1890                                                |                                                     | 569                                                 |                                                     |
| 1900 | 1900                                                |                                                     | 636                                                 |                                                     |
| 1910 | 1910                                                |                                                     | 751                                                 |                                                     |
| 1920 | 1920                                                |                                                     | 762                                                 |                                                     |
| 1930 | 1930                                                |                                                     | 762                                                 |                                                     |
| 1940 | 1940                                                |                                                     | 739                                                 |                                                     |
| 1950 | 1950                                                |                                                     | 722                                                 |                                                     |
| 1960 | 1960                                                |                                                     | 683                                                 |                                                     |
| 1970 | 1970                                                |                                                     | 650                                                 |                                                     |
| 1980 | 1980                                                |                                                     | 714                                                 |                                                     |
| 1990 | 1990                                                |                                                     | 750                                                 |                                                     |
| Anm: Källor: Umeå universitet - Tabellverket 1749-1859, Demografiska databasen, CEDAR, Umeå universitet. |                                                     |                                                     |                                                     |                                                     |